# Vos estis lux mundi
Vos estis lux mundi (česky Vy jste světlo světa) je apoštolský list vydaný motu proprio papežem Františkem roku 2019. Dokument byl podepsán 7. května a účinnosti nabyl 1. června 2019 s prozatímní platností na tři roky. Dekret stanovuje nové procedurální normy pro boj se sexuálním zneužíváním a má všeobecnou závaznost pro celou katolickou církev, a představuje významný krok v prevenci a potírání sexuálních deliktů ze strany římské kurie.
Vydání tohoto dokumentu souvisí se snahou papeže Františka o řešení skandálů spojených se sexuálním zneužíváním a jeho utajováním v rámci římskokatolické církve. Byl vydán jen tři měsíce po přelomovém summitu konaném 21.–24. února 2019 ve Vatikánu, historicky vůbec první konferenci katolické církve, která se této problematice věnovala. List se přitom nezaměřuje pouze na pohlavní zneužívání či obtěžování dětí (u nichž navíc posouvá hranici zletilosti z 16 na 18 let), ale i dospělých. Na dospělé papežský dekret pamatuje také kvůli nedávným kauzám zneužívání řeholnic a seminaristů.
| „                                             | Zločiny sexuálního zneužívání urážejí našeho Pána, způsobují fyzickou, psychickou a duchovní újmu obětem a poškozují společenství věřících. | “ |
| — papež František v listu Vos estis lux mundi | |   |

## Obsah
Počáteční slova jsou uvozena citátem z evangelia, podle něhož se také dokument nazývá: "Vy jste světlo světa. Nemůže se skrýt město položené na hoře." (Mt 5,14) Náš Pán Ježíš Kristus volá každého věřícího, aby byl zářným vzorem ctnosti, bezúhonnosti a svatosti.
Po úvodním pozdravu (preambuli) je text dokumentu rozdělen do dvou částí a 19 článků. První část o pěti článcích obsahuje obecná ustanovení a druhá se týká především biskupů. Dokument nijak neupravuje již dříve stanovené tresty, nýbrž oznamovací proceduru a průběh předběžného šetření. Nová norma se týká níže uvedených zločinů, jsou-li spáchány kleriky (biskupy, kněžími nebo jáhny) nebo řeholníky, a vztahuje se i na utajování těchto zločinů ze strany biskupů a řeholních představených:
- sexuálního zneužití nezletilých i dospělých vynuceného násilím nebo hrozbou nebo zneužitím autority;
- sexuálního zneužití nezletilých do 18 let;
- sexuálního zneužití zranitelných osob (zahrnuje i případy příležitostně a dočasně snížené inteligence a vůle, stejně jako fyzické postižení);
- výroby, nabízení, držení nebo šíření dětské pornografie;
- pobízení nezletilé nebo zranitelné osoby k pornografii.

## Konkrétní opatření
Všechny diecéze (ať už zvlášť, či společně) mají povinnost vytvořit do června 2020 stabilní a veřejnosti snadno dostupný mechanismus k nahlašování deliktů. Papežský dokument nespecifikuje, jak má být toto nařízení konkrétně realizováno, v tom nechává jednotlivým diecézím svobodu. Česká biskupská konference ve spolupráci s konferencemi vyšších řeholních představených takové "kontaktní místo" zřídila již k 1. květnu 2019, krátce před vydáním tohoto papežského nařízení.
Kněží a řeholní osoby mají povinnost církevnímu představenému okamžitě sdělit všechny zprávy o zneužití, o kterých se dozvědí, stejně jako eventuální opominutí a utajování, pokud jde o vyšetřování jednotlivých případů. Dosud k ohlášení takových věcí zavazovalo pouze svědomí. Oznamovací povinnost ve vztahu k místnímu ordináři nebo řeholnímu představenému ovšem nezasahuje ani neupravuje jakoukoli jinou oznamovací povinnost, která by existovala v legislativě daného státu. Kněží a řeholní osoby tedy musejí vždy respektovat zákony své země. Místní církevní organizace také nemají váhat se zapojením světských odborníků do církevního vyšetřování.
Dokument určuje maximální délku vyšetřování, vymezuje čas, v němž musí na jeho výsledky reagovat Vatikán, a umožňuje přečiny nahlásit i zpětně. Nově rovněž stanovuje postup v případě, že se obvinění týká biskupa, kardinála anebo řeholního představeného.
Dekret je rovněž namířen proti těm, kteří zaujímají v církvi odpovědné funkce a namísto vyšetřování případů zneužití, jichž se dopustili druzí, pachatele kryjí, takže namísto oběti chrání podezřelého. Důležitá jsou proto ustanovení ohledně ochrany těch, kdo podali oznámení, zejména obětí. Obětem a jejich rodinám musí být také poskytnuta náležitá duchovní, lékařská a psychologická pomoc.